# ماجد محروس
ماجد محروس هو ممثل مصري تخرج من المعهد العالي للفنون المسرحية. شارك في عدة أفلام، منها "عمر وسلمى"، و"حبيبي نائماً". كما ظهر في مسلسلات مثل "أزمة سكر".

## اعماله
- فيلم حرب كرموز - 2018 [2]

- فيلم القرموطي في أرض النار - 2017
- فيلم جمهورية إمبابة - 2015
- مسلسل يا أنا يا إنتي - 2015
- حديد - 2014
- مسلسل جوز ماما ج3 2013
- فيلم مهمة في فيلم قديم 2012
- مسلسل أزمة سكر - 2010
- فيلم آخر كلام - 2008 - فيلم
- فيلمحبيبي نائماً 2008 - فيلم